# Mont Bréquin
Il Mont Bréquin (3.131 m s.l.m.) è una montagna delle Alpi della Vanoise e del Grand Arc nelle Alpi Graie. Si trova in Francia (Savoia).

## Caratteristiche
Si trova tra i comuni di Saint-Martin-de-Belleville, Saint-Michel-de-Maurienne e Orelle.
È collocata al limite sud della valle di Belleville; si trova inoltre tra la Cime de Caron (ad est) ed il Mont du Chat (ad ovest).

## Salita alla vetta
Si può salire sulla vetta partendo da Les Menuires, stazione invernale di Saint-Martin-de-Belleville.